# バガス

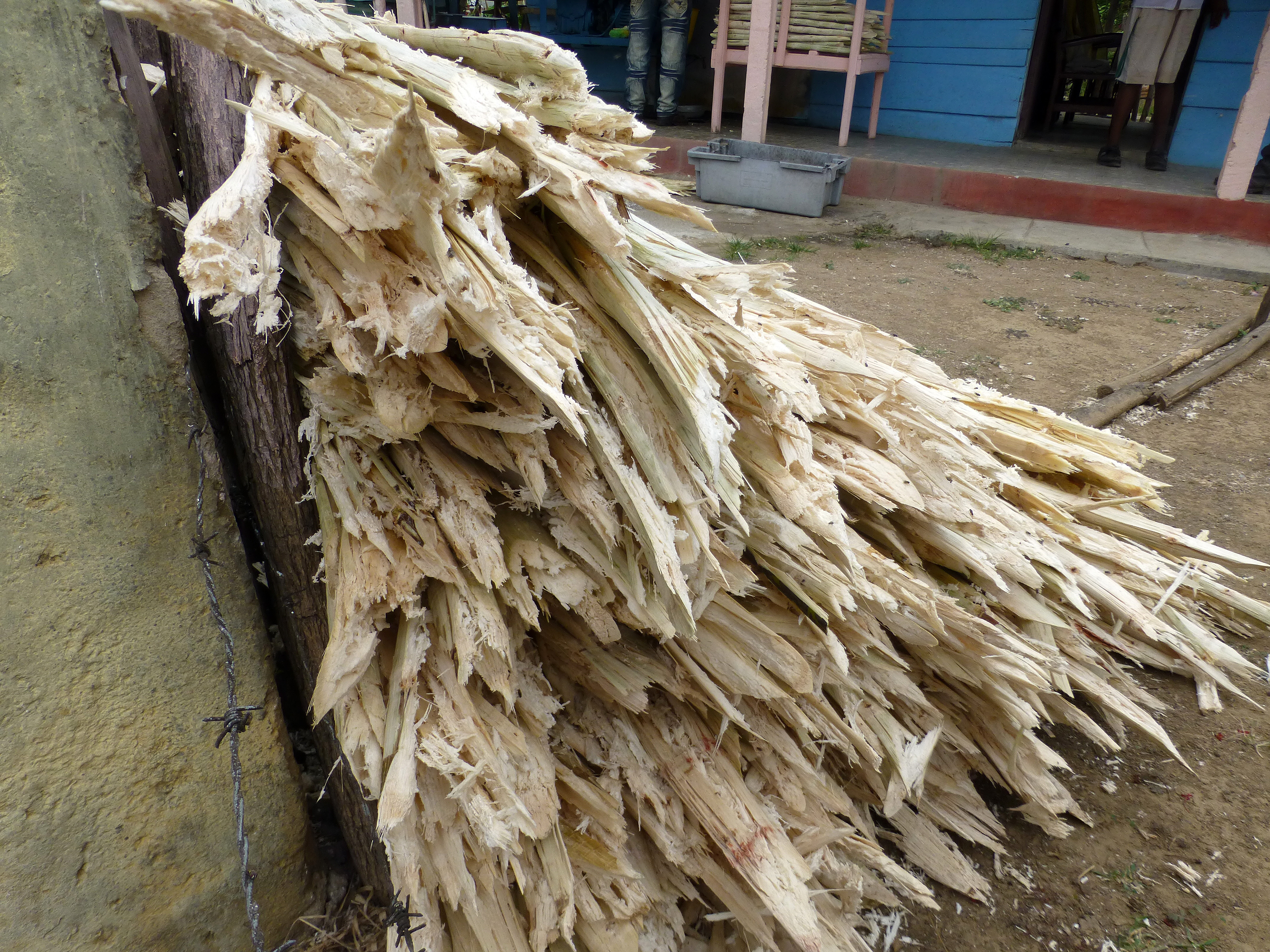
バガス（キューバ・ロス・インヘニオス渓谷）

バガス（フランス語:Bagasse）はサトウキビ搾汁後の残渣。年間約12億トン生産されるサトウキビからは約1億トン（乾燥重量換算）のバガスが発生する。主に紙や衣料品の原料、ボイラー燃料、建築資材、家畜飼料などに用いられる。

## 概要

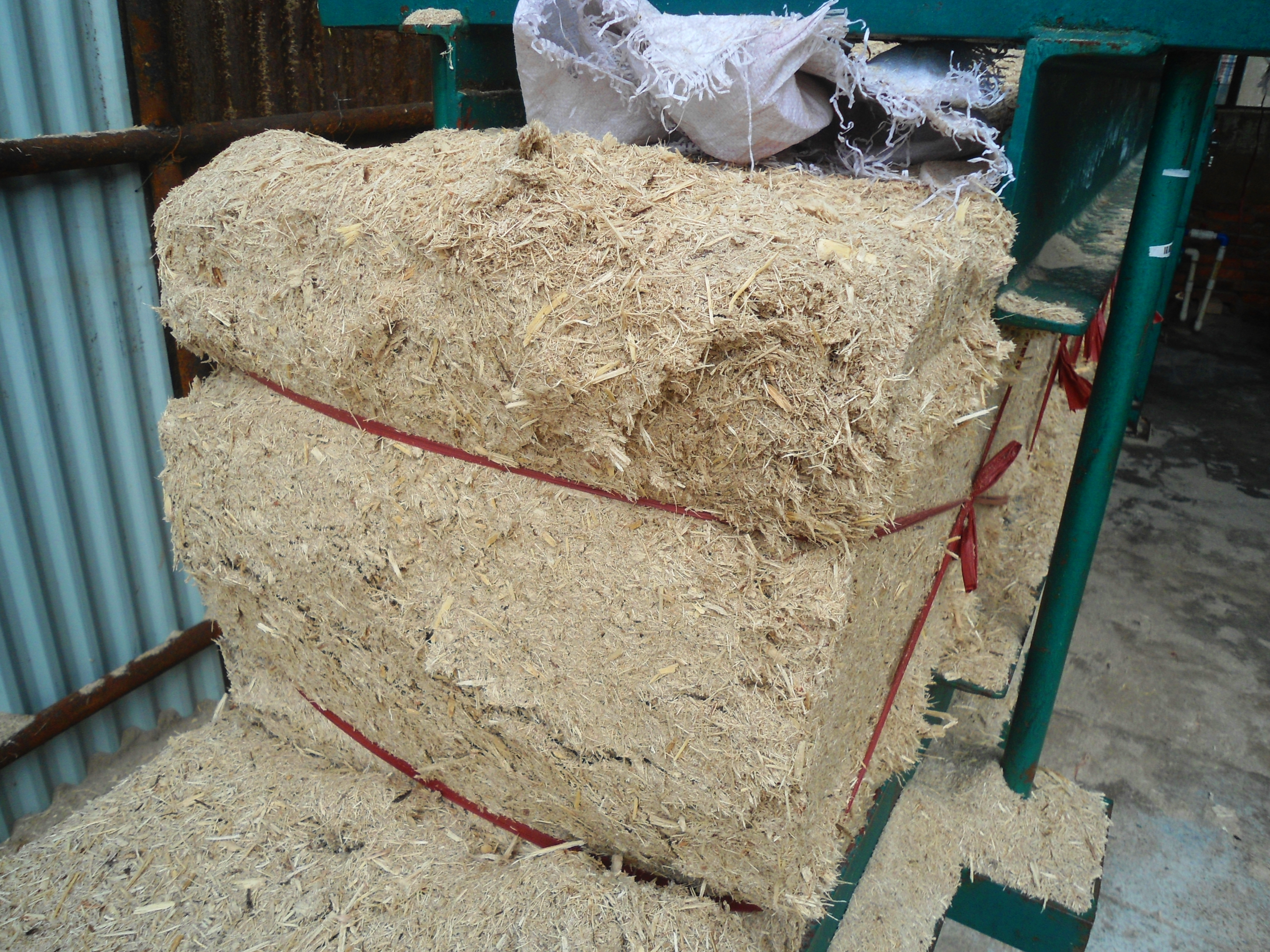
バガス（中華人民共和国海南省）

サトウキビを搾汁した場合、全体の約25％がバガスとして得られる。水分約45％。洗浄後の乾燥質量の内訳は、セルロースがおよそ半分であり、残りの大半はペントサン（ペントースの重合体であるヘミセルロース）とリグニンが占め、ペントサンの方がリグニンよりやや多い。少量の灰分と蝋を含む。製糖工場などにおいてはこのバガスを圧搾機の燃料として搾汁作業を行ったり、関連加工工場を併設したりして、コスト削減を行う場合がある。また、環境問題の面から見ても注目されている資源でもある。

## 用途
紙
バガスを原料としたバガスパルプは、植物パルプとしては藁に次ぐ年間約370万トン（約16%）が生産されている。主要生産国：インド、中国、インドネシア、メキシコ、ペルー、コロンビア等。
日本でも、王子製紙の鈴木梅四郎らの手により、1919年（大正8年）、台湾の宜蘭市にバガスを原料とする製紙工場が建設されているなど利用歴は古い。
燃料
バガスをそのままボイラーの燃料にすることは古くから用いられている。かつては製糖工場内の構内輸送用の蒸気機関車の燃料としても使用された。近年ではセルロース糖化によるバイオエタノール生成が模索されているが、実用には達していない。
食品
バガス中に含まれる繊維分を用いた食料品加工への研究も実施されており、科学技術振興機構ではメタボリックシンドロームや生活習慣病予防効果を持った食品開発が行われている。
農業
堆肥化して農地に戻す。
キクラゲ類の栽培用培地の原料として使用する。
化学工業
芳香族アルデヒドのフルフラール、脂肪族アルコールのオクタコサノール、蝋（サトウキビロウ）の原料となる。
飼料
セルロースとヘミセルロースの分解能力をもつ反芻動物の飼料とすることが試みられている。バガスをそのまま与えるだけでは、リグニンを消化できず消化不良となってしまうため工夫を要する。1980年にアントニオ猪木が企業アントン・ハイセルを立ち上げて取り組んだが、事業としては失敗した例が有名である。